# 澀葉榕上節蜱
澀葉榕上節蜱（学名：Epitrimerus irisanus）为節蜱科上節蜱屬下的一个种。